# 사우디아라비아의 국기

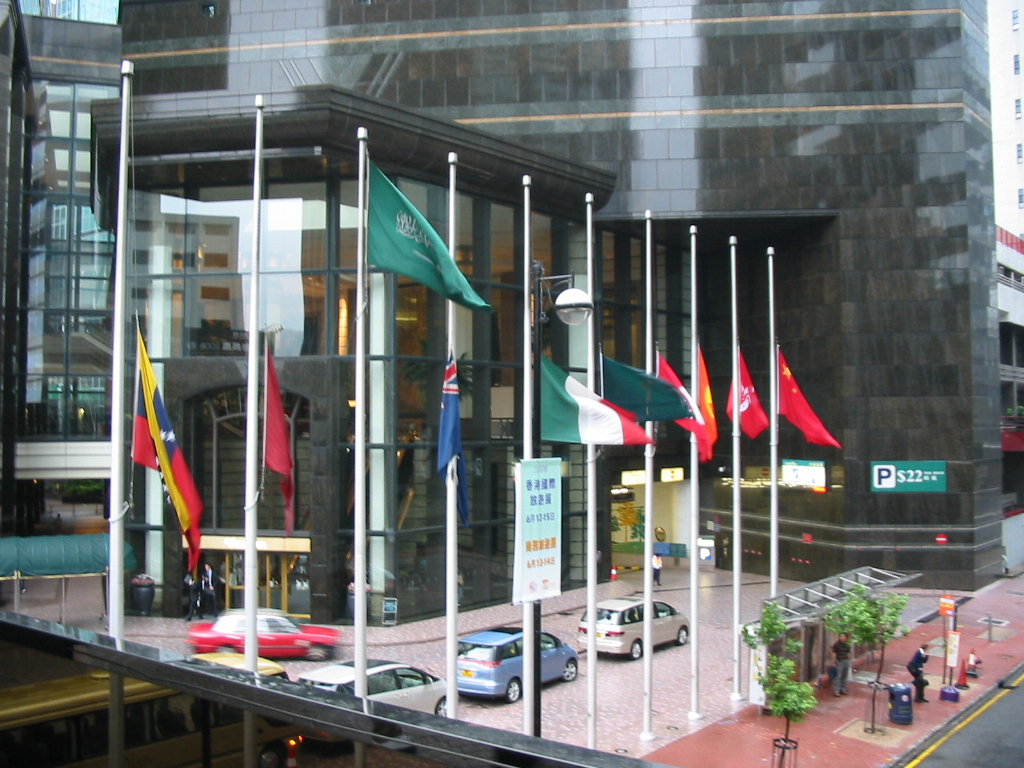
사우디아라비아의 국기는 조기를 게양하는 것이 금지되어 있다. 이 사진은 2008년 쓰촨 대지진으로 인한 애도 분위기 속에 홍콩 센트럴 플라자에서 여러 국기들을 조기로 게양한 사진인데 조기 게양 금지로 인하여 사우디아라비아의 국기만 유일하게 조기로 게양되어 있지 않다.

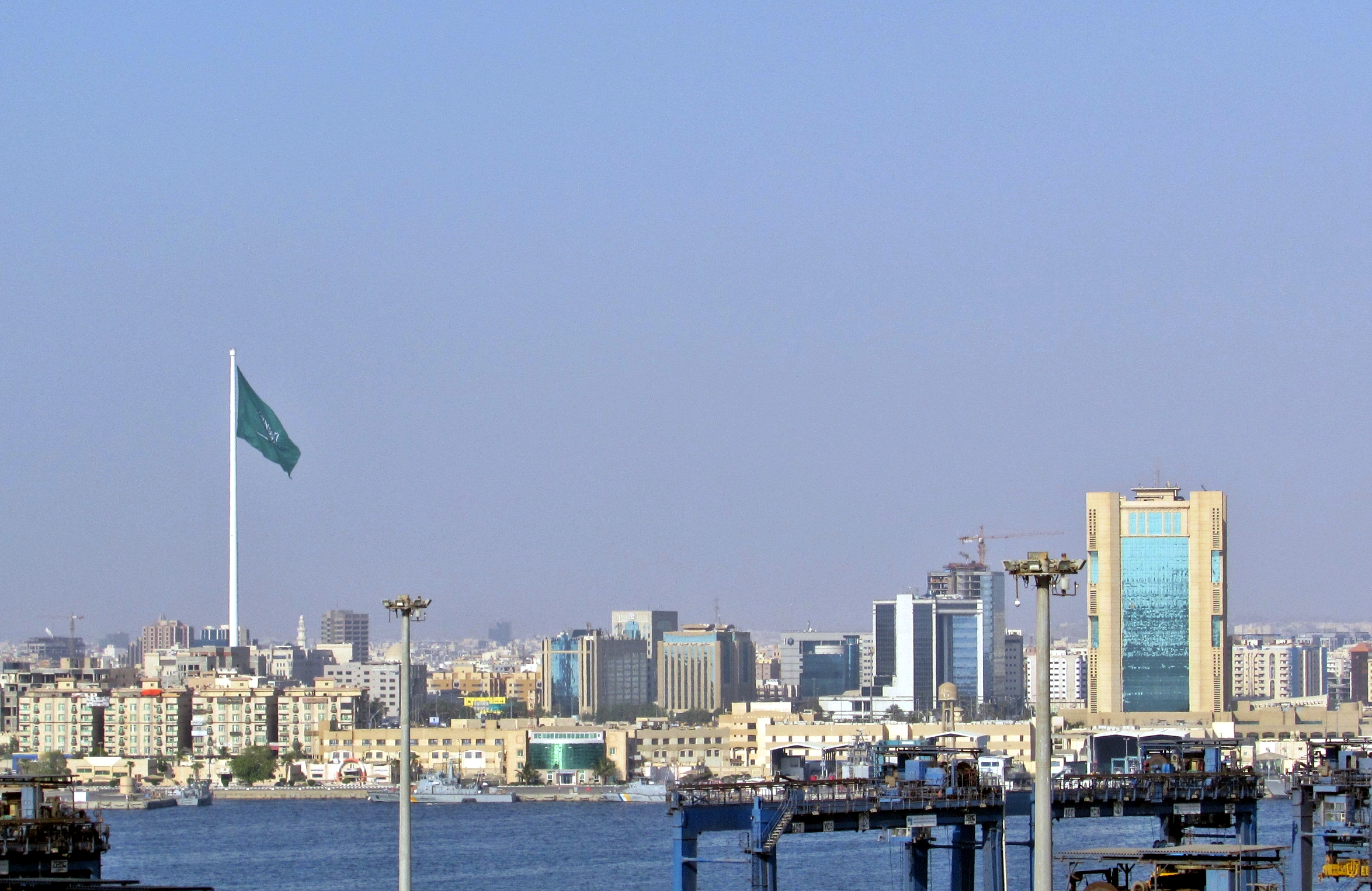
사우디아라비아의 국기가 게양된 지다 깃대는 세계에서 가장 높은 깃대이다.

사우디아라비아의 국기는 1973년 3월 15일에 제정되었다. 국기의 세로:가로 비율은 2:3이며 초록색 바탕에 흰색으로 아랍어 문구와 칼이 새겨져 있다.
국기에 새겨진 아랍어는 술루스(ثلث, Thuluth)체로 이슬람교의 신앙 고백 구절인 샤하다가 쓰여져 있다. 다음과 같이 쓰고 발음되며 해석된다.
لا إله إلا الله محمد رسول الله 

lā ʾilāha ʾillā llāh muḥammadun rasūlu llāh 

"알라 이외에 다른 신은 없으며 무함마드는 알라의 사도이다"
이슬람교에서 신성히 여기는 신앙 고백 구절인 샤하다가 쓰여져 있기 때문에 국기의 앞면과 뒷면이 바뀌어 보이는 것을 방지하기 위해서 2장의 천을 맞붙여 만드는 규칙이 있다. 또한 국기를 조기로 게양하는 행동, 상품에 사용하는 행동이 금지되어 있다.
아랍어 문구 밑에 있는 칼은 사우디아라비아의 초대 국왕인 이븐 사우드의 승리를 나타내며 잠정적으로 이슬람교와 알라를 이교도(개신교, 유대교 등의 적대 세력)로부터 사수하는 상징이기도 하다.

## 색상
| 색상 | 초록               | 하양                  |
| ---- | ------------------ | --------------------- |
| RGB  | 0–108–53 (#006C35) | 255–255–255 (#FFFFFF) |

## 다른 국기

사우디아라비아 군기 (비율 2:3)
사우디아라비아 해군기 (비율 12:25)
사우디아라비아 공군기 (비율 2:3)
사우디아라비아의 왕실기 (비율 2:3)

## 이전의 국기

네지드의 기 (1744년 ~ 1891년)
자발 샴마르 토후국의 국기 (1835년 ~ 1920년)
네지드-하사 토후국의 국기 (1902년 ~ 1921년)
아시르 이드리드 아미르국의 국기 (1906년 ~ 1934년)
헤자즈 왕국의 기 (1916년 ~ 1917년)
헤자즈 왕국의 국기 (1917년 ~ 1920년)
헤자즈 왕국의 국기 (1920년 ~ 1926년)
네지드 술탄국의 기 (1921년 ~ 1926년)
네지드-헤자즈 왕국의 국기 (1926년 ~ 1932년)
헤자즈 왕국의 국기 (1926년 ~ 1932년)
사우디아라비아의 국기 (1932년 ~ 1934년)
사우디아라비아의 국기 (1934년 ~ 1938년)
사우디아라비아의 국기 (1938년 ~ 1973년)

## 같이 보기
- 사우디아라비아의 국장